# Lenovo IdeaPhone K900
Lenovo IdeaPhone K900 — смартфон, выпущенный китайской компанией по производству техники Lenovo, с разрешением экрана 5.5 дюймов. Модель была представлена публике на международной выставке CES 2013 в Лас-Вегасе и относится к классу high-end-смартфонов.

## Конструкция и характеристики
K900 имеет 5.5-дюймовый IPS экран с разрешением Full HD. Экран наделили более 400 пикселями на дюйм и изготовили по технологии Gorilla Glass 2. Толщина K900 составляет 6,9 мм, а вес 162 грамма. Корпус выполнен из нержавеющей стали и поликарбоната. K900 работает на двухъядерном процессоре Intel Atom Z2580, с частотой до 2,0 ГГц и использует технологию Hyper-Threading от Intel для повышения производительности. Также используется графика Intel Graphics PowerVR SGX 544MP2 GPU.
Камера K900 — одна из отличительных особенностей. 13-мегапиксельная камера имеет отверстие объектива f1.8. Линзы K900 позволяют ему делать чёткие фотографии в условиях низкой освещенности без использования вспышки. K900 был первым смартфоном, использующим линзы f1.8. Передняя камера имеет широкий 88-градусный угол обзора, для того, чтобы облегчить создание селфи, и для более удобного использования видеочата.
K900 был разработан специально для развивающихся рынков Азии. По состоянию на май 2013 года, Lenovo продаёт K900 в Китае, Индии, Индонезии, России, Филиппинах и Вьетнаме. В Lenovo был нанят профессиональный баскетболист Коби Брайант, чтобы помочь продвижению устройств в Китае и Юго-Восточной Азии.

## Отзывы
В обзоре редакторы CNET писали: "Lenovo использует свой собственный пользовательский интерфейс, получивший название Le Phone, в K900 поверх Android 4.1.2 (Jelly Bean) ОС. Нам нравятся цвета на Android, особенно специальные ярлыки, которые открывают пять кнопок для быстрого доступа к настройкам, таким как музыка и яркость. Мы также открыли секцию приложения и обнаружили, что переход от страницы к странице происходит с классным кружащим эффектом (хотя если быть честным, это только косметический эффект). Однако у нас есть некоторые сомнения относительно пользовательского интерфейса… 
В обзоре для Gizmodo Mario Aguilar писал: «Full HD, 400ppi экран удивительно приятный. Как видите по изображениям, дисплей IPS прекрасно сочетается с чёрной рамкой. Задняя панель полностью без выпуклостей, что является впечатляющим показателем на такой тонкой конструкции. Даже модуль камеры не выпирает за пределы аппарата».
В обзоре, опубликованном Times of India, говорится: «Наш опыт работы с K900 был очень хорошим. С точки зрения аппаратного обеспечения, он помечает все нужные поля. Телефон быстро работает и очень хорошо подходит для повседневного использования. Например, многозадачность без задержек и переключение между приложениями происходят без особых усилий. Даже тяжелые игры типа Rayman Jungle Run могут быть воспроизведены без каких-либо проблем. Просмотр веб-страниц с несколькими вкладками, быстрый и плавный зум. GPS работает хорошо, качество связи, хотя не исключительное в лиге Galaxy S4 или Nexus 4, чистое и сетевое соединение поддерживается хорошо». Тот же самый отзыв критиковал пользовательский интерфейс K900. В обзоре сказано: "Наша единственная проблема с K900 представляет собой пользовательский интерфейс (UI), используемый в нём. K900 работает на Android Jelly Bean. Но Lenovo стёрла параметры по умолчанию и загрузила свой индивидуальный UI. Хотя он, кажется, не влияет на производительность телефона, пользовательский интерфейс Lenovo, не выглядит ни великолепно, ни интуитивно понятно. Хотя, чтобы быть справедливыми к Lenovo, варианты пользовательского интерфейса и вкусы часто субъективны. Есть некоторые люди, которые любят стандартный интерфейс в Android, в то время как некоторые ненавидят его.

## Обзоры
- http://hitech.vesti.ru/news/view/id/2353
- Обзор топового флагманского смартфона Lenovo K900 на ixbt.com
- Первый взгляд на Lenovo K900. Огромный металлический Full HD смартфон
- Полный обзор Lenovo K900. Огромный металлический смартфон на Intel Atom